# Bernard Václav Šťastný
Bernard Václav Šťastný (též Štasný, Štiasný nebo v německé podobě jako Bernhard Wenzel Stiastny, 1760, Praha - 1835 tamtéž) byl český violoncellista a hudební skladatel.

## Život
Narodil se jako syn hobojisty Jana Šťastného († 1788) a violoncellista František Jan Šťastný byl jeho bratr.
Bernard Václav působil od roku 1796 jako violoncellista v orchestru pražského divadla. V letech 1811–1822 vyučoval jako první učitel hry na violoncello na nově založené Pražské konzervatoři. Po 11 letech, 30. května 1822 odešel pro vysoký věk na odpočinek. Zemřel v Praze roku 1835 ve věku 75 let.

## Skladby
Jeho kompozice zahrnují hlavně didaktické violoncellové skladby, z nichž nejznámější jsou Il maestro ed il scolare a 8 imitazioni e 6 pezzi con fughe.